# Орден Тесле
Орден Тесле је било одликовање Савезне Републике Југославије и Државне заједнице Србије и Црне Горе у три степена. Орден је установљен 4. децембра 1998. године доношењем Закона о одликовањима СРЈ. Имао је три степена и додељивао се за: за заслуге у области природних и техничких наука. Додељивао га је председник Републике, а касније председник Државне заједнице СЦГ.

## Изглед и траке одликовања
Орден Тесле првог степена састоји се од звезде, ленте и орденског знака. Звезда ордена израђена је од легуре бакра и цинка у облику четворокраке зракасте звезде, чији су краци позлаћени, пречника 70мм. Краци звезде су међусобно повезани тамноплаво емајлираним кружним рељефним прстеновима који су симбол полифазног система наизменичних струја. У средини звезде аплициран је кружни медаљон са рељефним портретом Николе Тесле, израђен од патинираног сребра, пречника 25мм. Око портрета Николе Тесле налази се позлаћени и тамноплово емајлиран прстен, пречника 40мм. Изнад прстена налази се натпис: "Никола Тесла", а испод портрета - венац од две укрштене ловорове гране. На наличју звезде налази се игла за качење. Лента ордена израђена је од тамноплаве моариране свиле са по једном жутом ивичном пругом са стране. Ширина ленте је 100мм, а жуте пруге су ширине 5мм. Орденски знак израђен је од позлаћене легуре бакра и цинка у облику тамноплаво емајлираног стилизованог кружног индукционог мотора, пречника 55мм. На лицу орденског знака, у средини, је кружни медаљон пречника 25мм, од патинираног сребра са рељефним портретом Николе Тесле. Око портрета је позлаћени прстен, пречника 38мм, у коме се налази натпис: "Никола Тесла", покривен тамноплавим емајлом. На прстену је уграђено пет рубина. На наличју орденског знака налази се, у кружном сребрном медаљону, рељефни натпис: "Умом се свет просветљава". Око натписа је позлаћени прстен са девет црвено емајлираних бобица. Око прстена је стилизовани кружни индукциони мотор идентичан са оним на лицу орденског знака. Изнад орденског знака налази се тамноплави емајлиран медаљон са рељефним иницијалима Савезне Републике Југославије, који је
чврсто спојен са орденским знаком и са њим чини једну целину. Лице и наличје медаљона са иницијал има су идентични. У надвишењу медаљона налази се ушица кроз коју је провучена кружна алка за качење о ленту. Врпца ордена израђена је од тамноплаве моариране свиле, ширине 36мм, са по једном жутом ивичном пругом, ширине 2мм. На средини врпце налази се позлаћени грб Савезне Републике Југославије, висине 7мм. Звезда Ордена Тесле првог степена носи се на левој страни груди, а лента преко груди - са десног рамена ка левом боку.
Орден Тесле другог степена састоји се од звезде и орденског знака. Звезда ордена је по композицији и облику иста као и звезда Ордена Тесле првог степена, али су краци посребрени. Орденски знак је по композицији, материјалу и облику исти као орденски знак Ордена Тесле првог степена и има орнаментнсану ушицу провучену кроз кружну алку на медаљону са инцијалима Савезне Републике Југославије. Врпца ордена израђена је од тамноплаве моариране свиле, ширине 36мм, са по једном жутом ивичном пругом, ширине 2мм. На средини врпце налази се посребрени грб Савезне Републике Југославије, висине 7мм. Звезда Ордена Тесле другог степена носи се на левој страни груди, а орденски знак о врату, на траци израђеној од тамноплаве моариране свиле, ширине 36мм, са по једном жутом ивичном пругом ширине 2мм.
Орден Тесле трећег степена састоји се од орденског знака, који је по композицији, материјалу и облику исти као и орденски знак Ордена Тесле другог степена и има орнаментисану ушицу провучену кроз кружну алку на медаљону са иницијалима Савезне Републике Југославије. Врпца ордена израђена је од тамноплаве моариране свиле, ширине 36мм, са по једном жутом ивичном пругом, ширине 2мм, али нема минијатурни грб савезне Републике Југославије. Орден Тесле тpeћег степена носи се о врату, на траци која је иста као и код Ордена Тесле другог степена.
| Орден првог реда | Орден другог реда | Орден трећег реда |
| ---------------- | ----------------- | ----------------- |
| Траке одликовања |                   |                   |
|                  |                   |                   |

## Носиоци одликовања
- Војномедицинска академија у Београду
- Универзитетска дечја клиника у Београду